# Dicranomyia (Dicranomyia) tahanensis tahanensis
Dicranomyia (Dicranomyia) tahanensis tahanensis is een ondersoort van de tweevleugelige Dicranomyia (Dicranomyia) tahanensis uit de familie steltmuggen (Limoniidae). De ondersoort komt voor in het Oriëntaals gebied.